# Ludvik Pandur
Ludvik Pandur, slovenski slikar, * 12. avgust 1947, Slovenj Gradec, † 26. julij 2025. 
Po šolanju v Mariboru se je vpisal na Akademijo likovnih umetnosti v Zagrebu, kjer je leta 1970 diplomiral pri prof. Antunu Mezdjiću. Med letoma 1970 in 1973 je bil sodelavec Mojstrske delavnice prof. Krsta Hegedušića v Zagrebu. 
Zaposlen je kot redni profesor za predmet slikarsko oblikovanje na Oddelku za likovno umetnost Pedagoške fakultete Univerze v Mariboru. 
Prejel je najvišjo mariborsko kulturno nagrado - Glazerjevo nagrado.